# Северски SEV-1XP
Северски SEV-1XP (енгл. Seversky SEV-1XP) је ловачки авион направљен у САД. Авион је први пут полетео 1935. године. 

Највећа брзина авиона при хоризонталном лету је износила 465 km/h.
Распон крила авиона је био 7,59 метара, а дужина трупа 10,97 метара. Празан авион је имао масу од 1681 килограма. Нормална полетна маса износила је око 2214 килограма. Био је наоружан са једним митраљезом калибра 12,7 мм и једним митраљезом калибра 7,62 мм Колт-Браунинг.

## Наоружање
| Наоружање авиона: Северски     |            |
| Ватрено (стрељачко) наоружање  |            |
| Топ                            |            |
| Митраљез                       |            |
| Број и ознака митраљеза        | 1 + 1      |
| Калибар                        | 7,62, 12,7 |
| Бомбардерско наоружање (бомбе) |            |
| Ракетно наоружање (ракете)     |            |